# Ophiocordyceps sinensis
O Ophiocordyceps sinensis, chamado popularmente na Índia de kira jari ou yakasumba, é um fungo que ocorre no sudeste asiático que tende a crescer sobre o corpo de lagartas, aparecendo no solo quando a neve começa a derreter, por volta dos meses de maio e junho.
É utilizado como afrodisíaco, e tornou-se famoso após muitos atletas chineses o utilizarem como uma droga para melhorar seu rendimento físico. 
Além disso, parte de sua fama vem da franquia The Last of Us, uma franquia de jogos para consoles que recentemente ganhou sua adaptação em um seriado produzido pela HBO. Entretanto, no seriado e jogo, o fungo sofre mutações nos quais conseguem afetar os seres humanos de maneira grave, semelhante a qual afeta formigas e lagartas, mas para desencargo de preocupação, ele não consegue crescer em hospedeiros cuja temperatura passa de 34.